# Philip Showalter Hench
Philip Showalter Hench (Pittsburgh, EUA, 1896 - Ocho Ríos, Jamaica 1965) fou un metge estatunidenc guardonat amb el Premi Nobel de Medicina o Fisiologia l'any 1950.

## Biografia
Va néixer el 28 de febrer de 1896 a la ciutat de Pittsburgh, població situada a l'estat nord-americà de Pennsilvània. Va estudiar medicina a la Universitat de Pennsilvània, on es va doctorar el 1920, i posteriorment amplià els seus estudis a Alemanya.
Va morir el 30 de març de 1965 durant la seva estada a la població de Ocho Ríos, situada a l'illa de Jamaica.

## Recerca científica
L'any 1921 inicià les seves col·laboracions amb la Clínica Mayo de Rochester, on es va interessar en l'artritis. Els seus treballs sobre la glàndula suprarenal, realitzats al costat d'Edward Calvin Kendall, li va permetre aïllar l'hormona que posteriorment es va denominar cortisona.
L'any 1950 li fou atorgat el Premi Nobel de Medicina o Fisiologia pels seus estudis sobre la glàndula suprarenal, premi que compartí amb Edward Calvin Kendall i Tadeusz Reichstein.